# 胎座

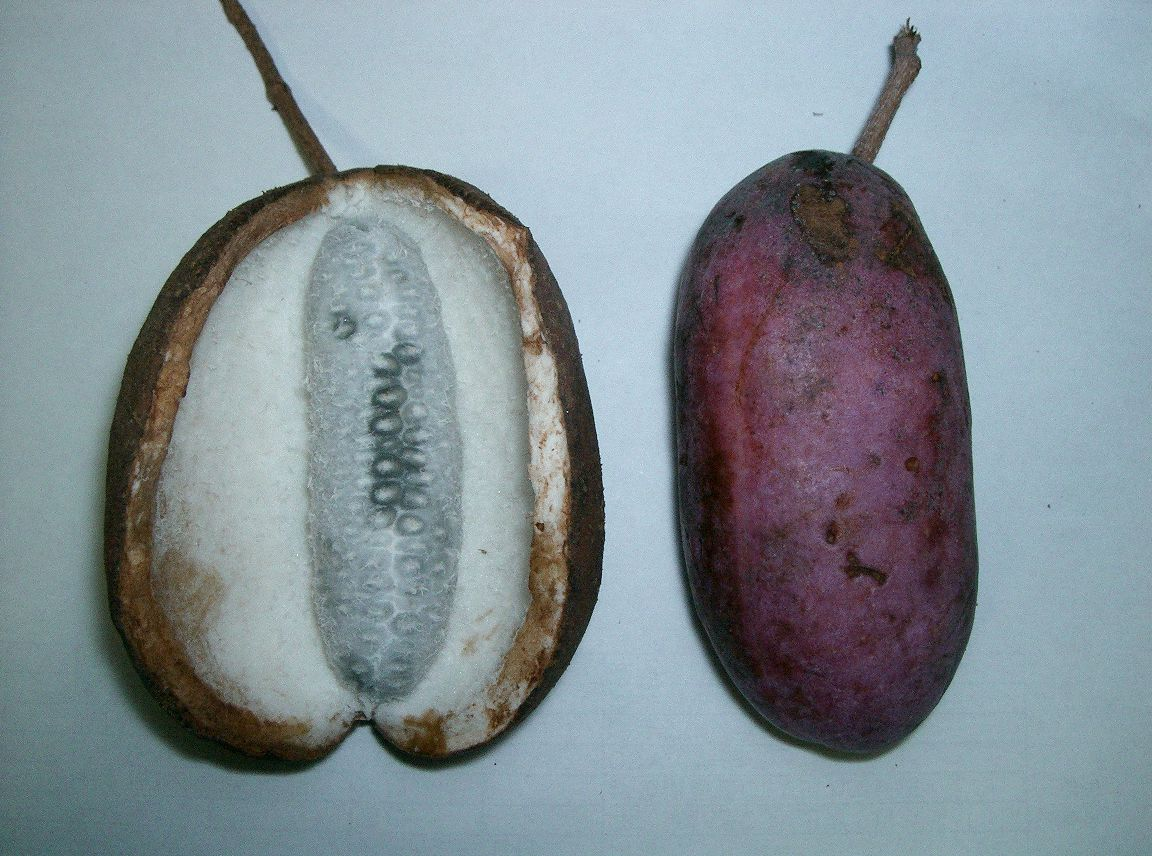
五葉木通的種子內白色的部份就是它的胎座。

胎座，亦作胎胚座，一般俗稱作植物胎盤，是植物果實的一部分，位於可食部發達的果實的內皮：更具體的說，就是果實內生產種子的地方，在植物的子房裡與胚珠連接的部份。不同植物的胎座位於不同的部位，按其所在位置可分為「胎座型」。
由於胎座在植物果實裡的特殊位置，使其功效與一般胎生動物的「胎盤」聯想，使它成為了不少護膚品愛用的原材料，並得到了「植物胎盤」的名號。除了含豐富的營養素以外，大眾開始對動物性護膚品的抗拒，使含有「植物胎盤」的產品在今時的市場中成為了寵兒。

## 胎座型
- 基底胎座 (basal placentation、basifix placentation)
- 頂生胎座 (apical placentation)
  - 懸垂胎座 (pendulous placentation)
    - 單一子房
    - 複合子房
- 側膜胎座 (parietal placentation)
- 中軸胎座 (axial placentation、axile placentation)
- 獨立中央胎座 (free central placentation)
- 緣邊胎座 (marginal placentation)
- 面生胎座 (laminar placentation)
- 中肋胎座 (median placentation)

## 參看
- 種子植物
- 胎盤